# Kościół św. Franciszka z Asyżu w Prażmowie
Kościół świętego Franciszka z Asyżu – rzymskokatolicki kościół parafialny należący do dekanatu tarczyńskiego archidiecezji warszawskiej.
Jest to murowana świątynia wybudowana na początku XIX wieku przez Piotra Czołchańskiego, natomiast budowa została dokończona i wystrój wnętrza został ufundowany przez Franciszka Ryxa. W kościele są umieszczone: ołtarze w stylu barokowym pochodzące z warszawskiego kościoła jezuitów, chrzcielnica zwieńczona rzeźbami Chrystusa i Jana Chrzciciela, tablice Ryxów.
Budowla została wzniesiona w stylu klasycystycznym, natomiast w 1871 została dobudowana do niej wieża. Na tyłach świątyni jest umieszczony rodzinny grobowiec rodziny Ryxów, w którym są pochowani: wspomniany wyżej Franciszek Ryx (zmarły w 1839), Ludwika Ryx (zmarła w 1841), Jerzy Ryx (zmarły 1944), Irena Ryx (zmarła w 1932) oraz Jadwiga Mysyrowiczowa z Ryxów (zmarła w 1925) i jej syn Aleksander (zmarły w 1948).